# جوزيف بايلي
جوزيف بايلي (بالفرنسية: Joseph Alexis Bailly)‏ (و. 1825 – 1883 م) هو نحات، ونقاش خشب ‏ من فرنسا، والولايات المتحدة، ولد في باريس، توفي في فيلادلفيا، عن عمر يناهز 58 عاماً.

## التعليم
تعلم في المدرسة الوطنية للفنون الجميلة
.